# Хорезмска област
Хорезмска област (узб. Xorazm viloyati, Хоразм вилояти) једна је од 12 области Узбекистана. Подељена је на 10 округа, а главни град области је Ургенч.